# Oh My God♥
「Oh My God♥」（オー・マイ・ゴッド）は、戸松遥の8枚目のシングル。2011年7月13日にミュージックレインから発売された。

## 概要
前作「Baby Baby Love」から約8ヶ月ぶりのリリースとなる2011年1作目のリリース作品。表題曲「Oh My God♥」は、テレビアニメ『猫神やおよろず』のエンディングテーマで、前作に引き続きアニメタイアップとなっている。
販売形態は初回生産限定盤と通常盤の2種リリースで、前者には表題曲のPVを収録したDVDが同梱されており、タイアップ元の「猫神やおよろず」ワイドキャップ仕様となっている。 また、後者の初回仕様はデジパック仕様となっている。全曲ともthe brilliant greenの川瀬智子と奥田俊作が作詞・作曲を担当しており、ロック調の曲に仕上がっている。

## チャート成績
2011年7月25日付のオリコン週間シングルチャートで11位を獲得。TOP20入りは4作連続で通算5作目。初動売上は約0.7万枚記録し、前作より1000枚売上は落ちたものの、2位ランクアップした。オリコンデイリーシングルチャートでは初登場（最高位）10位を獲得。デイリーチャートでのTOP10入りは2作連続でランクイン。

## 収録曲
（全作詞：川瀬智子、作曲・編曲：奥田俊作）
1. Oh My God [4:09]
2. Orange☆Smoothie [3:41]
3. Oh My God（Instrumental）

DVD（初回生産限定盤のみ）
1. Oh My God（PV）
2. TV Spot 15sec+30sec

## 収録作品

### アルバム
| 発売日        | アルバムタイトル | 備考                  |
| Oh My God     | Oh My God        | Oh My God             |
| ------------- | ---------------- | --------------------- |
| 2013年1月16日 | Sunny Side Story | 2ndオリジナルアルバム |

### Blu-ray Disc / DVD
| 発売日          | BD/DVD タイトル                                                    | 備考                          |
| Oh My God       | Oh My God                                                          | Oh My God                     |
| --------------- | ------------------------------------------------------------------ | ----------------------------- |
| 2012年2月22日   | 戸松遥 first live tour 2011「オレンジ☆ロード」                     | ソロ1作目のライブBD/DVD。     |
| 2012年3月14日   | スフィア ライブ 2011「Athletic Harmonies-クライマックスステージ-」 | スフィア3作目のライブBD/DVD。 |
| 2013年10月30日  | 戸松遥 second live tour 「Sunny Side Stage!」                      | ソロ2作目のライブBD/DVD。     |
| 2016年2月17日   | 戸松遥 3rd Live Tour 2015 “Welcome!Harukarisk*Land!!!”             | ソロ3作目のライブBD/DVD。     |
| Orange☆Smoothie |                                                                    |                               |
| 2012年2月22日   | 戸松遥 first live tour 2011「オレンジ☆ロード」                     | ソロ1作目のライブBD/DVD。     |